# Petr Eben
Petr Eben (né le 22 janvier 1929 à Žamberk, dans la région de Pardubice – mort le 24 octobre 2007 à Prague) est un compositeur, pianiste, organiste et improvisateur tchèque.

## Biographie

### Jeunesse
Petr Eben passe son enfance dans le sud de la Bohême où il apprend le piano dès l'âge de 6 ans ; à 9 ans, il commence à étudier l'orgue. Bien qu'élevé dans la foi catholique, son ascendance juive par son père lui vaut d'être la cible des persécutions nazies : il est déporté et interné, à 15 ans seulement, dans le camp de Buchenwald.

### Formation
À la fin de la guerre, il reprend ses études musicales, étudiant le violoncelle, l'orgue et le piano. Il remporte de nombreux concours de jeunes talents, et, en 1948, entre à l'Académie tchèque des arts musicaux de Prague. Il y obtient ses diplômes de piano et de composition, et achève son cursus en 1954.

### Carrière
Depuis, Petr Eben n'a cessé de composer. Dans un vaste catalogue qui comprend des œuvres pour orchestre, pour chœurs, des œuvres liturgiques, de la musique de chambre, des opéras, de la musique de scène et des pièces pour enfants, l’orgue tient une place de choix :
- Laudes (1964) un cycle de quatre mouvements,
- Les Vêpres pour la nativité de la Vierge (1968) pour chœur mixte et orgue,
- Dix préludes sur des cantiques des frères de Bohème (1971),
- Deux Chorals-Fantaisies (1972), OKNA (Vitraux) d’après Marc Chagall, pour trompette et orgue,
- le cycle Faust pour orgue (1980) tiré de sa musique de scène pour le drame de Gœthe,
- Mutationes pour deux orgue (1980),
- Le deuxième concerto pour orgue et orchestre (1982),
- Paysages de Patmos pour orgue et percussion (1985), cinq visions de l’Apocalypse,
- le livre de Job pour orgue et récitant (1987),
- Hommage à Buxtehude (1987),
- Quatre danses bibliques (1992),
- Le Labyrinthe du Monde et le Paradis du Cœur pour orgue et récitant d’après les textes de Jan Amos Komensky dit Comenius (2002).

Chargé de cours à l'université Charles de Prague en 1955, il est nommé, après la révolution de Velours en 1989, professeur à l'Université et à l'Académie tchèque des arts musicaux de Prague, où il enseigne l'histoire de la musique, la théorie musicale, l'écriture, l'orchestration, l'analyse et la composition. Il est également, pendant les années 1990, président du Printemps de Prague.
En 1990, le gouvernement tchèque le distingue pour son cycle « Job » . En 1991, il reçoit du ministre français de la Culture les insignes de chevalier de l'ordre des Arts et des Lettres. En 1992, il se voit décerner le titre de professeur honoris causa du Royal Northern College of Music de Manchester. En 1993, on lui remet le prix Stamitz de la Künstlergilde allemande. Enfin, il est nommé docteur honoris causa de l’université Charles de Prague en 1994.
Jean Langlais a dit de Petr Eben « sa musique touche nos cœurs, car elle est écrite avec le cœur ».
Pianiste virtuose, Petr Eben s'est souvent produit en concert, comme soliste et comme accompagnateur. Improvisateur accompli, tant à l'orgue qu'au piano, il fut également très demandé pour des soirées musico-littéraires et programmes radiodiffusés.

## Œuvres

### Pour orchestre
- Concerto pour orgue et orchestre no 1 - Koncert pro varhany a orchestr c. 1 (Symphonia gregoriana), 1954.
- Concerto pour piano et orchestre - Koncert pro klavir a orchestr, 1960-1961.
- Vox clamantis (mouvement symphonique pour 3 trompettes et orchestre), 1969.
- Nocni hodiny (symphonie concertante), 1975 ; version avec chœur d'enfants en 1987.
- Concerto pour orgue et orchestre no 2 - Koncert pro varhany a orchestr c. 2, 1983.
- Prazske nokturno (Hommage a W. A. Mozart), 1983.
- Improperia (symphonie orchestrale), 1995.

### Musique de chambre
- Sonate pour hautbois et piano - Sonata pro hoboj a klavir, 1950.
- Suita balladica (violoncelle et piano), 1955.
- Sonatina semplice (violon ou flûte et piano), 1955.
- Duetti pour deux trompettes, 1956.
- Ordo modalis (hautbois et harpe), 1964.
- Quintette à cordes avec piano, 1965.
- Hajicku zeleny (8 arrangements de mélodies traditionnelle  pour piano à  4 mains), 1963.
- Fantasia vespertina (trompette et piano), 1969.
- Zestovy kvintet (Variations sur un choral ; 2 trompettes, cor et 2 trombones), 1968-1969.
- Hudba, (hautbois, basson et piano), 1970.
- Okna na Marca Chagalla (trompette et orgue), 1976.
- Sonata pour flûte et marimba, 1978.
- Quatuor à cordes - Smyccovy kvartet (« le labyrinthe du monde »), 1981.
- Fantasia pour alto et orgue « Rorate Coeli », 1982.
- Six paysages de Patmos - Krajiny patmoske (orgue et percussion), 1984.
- Protihraci (clarinette, piano et percussion), 1985.
- Trio avec piano 1986.
- Trois jubilations (quatre trombones et orgue), 1987.
- Deux invocations pour orgue et trombone - Dve invokace pro trombón a varhany, 1987.
- Quintette avec piano - Klavirni kvintet, 1991-1992.
- Fresque d'après l'Ancien Testament - Starozakonni freska (violon et piano), 1993.
- Apello (hautbois et piano), 1995.
- Miniatures (flûte et percussion), 1972, révision en 1997.

### Pour instruments solistes
- Sonata (piano), 1951.
- Musica Dominicalis - Nedelni hudba (orgue), 1957-1959.
- Laudes (orgue), 1964.
- Petits portraits - Male portrety (piano), 1968.
- Dix préludes de choral - Deset choralnich predeher (orgue), 1971.
- Deux fantaisies-choral - Dve choralni fantazie (orgue), 1972.
- Petite Partia - Mala choralni partita (orgue), 1978.
- Tabulatura nova (guitare), 1979.
- Cycle Faust (orgue), 1979-1980.
- Mutations (pour deux orgues), 1980.
- Mare nigrum (guitare), 1981.
- deux Versetti (orgue), 1982.
- Risonanza (harpe), 1986.
- A Festive Voluntary (sur le Good King Wenceslas Carol ; orgue), 1986.
- Hommage à Buxtehude (orgue), 1987.
- Hiob - « le livre de Job » (orgue et récitant), 1987.
- Dopisy Milene (piano), 1990.
- Deux Prélude-choral  - Dve slavnostni preludia (orgue), 1989.
- Les quatre danses bibliques - Biblicke tance (orgue), 1990-1991.
- Amen, es werde wahr - Amen, stan se (orgue), 1993.
- Momenti (orgue), 1994.
- Hommage a Henri Purcell (orgue), 1994-1995.
- Le labyrinthe du Monde et le paradis du cœur pour orgue et récitant d’après les textes de Jan Amos Comenius (2002).

### Pour chœur
- Missa adventus et quadragesimae (pour chœur d'hommes et orgue concertant), 1952.
- Narodni pisne pro smiseny sbor (pour chœur mixte a cappella), 1952.
- Suite Liturgique - Liturgicke zpevy (pour soliste chœur d'hommes et orgue concertant), 1955-1960.
- Starodavne carovani milemu (trois voix de femmes et chœur mixte), 1957.
- Amour et mort - Laska a smrt (chœur mixte à sept voix), 1957-1958.
- orka hlina (cantate pour baryton solo chœur mixte et orgue concertant ; texte de J. Seifert), 1959-1960.
- O vlastovkach a divkach (chœur de femmes à trois voix), 1959-60.
- Ubi caritas et amor (chœur mixte), 1964.
- Chad gadyoh (chœur d'hommes), 1965.
- Ordinarium missae, (pour chœur et orgue) 1966.
- Apologia Socratus (oratorio pour alto, baryton, chœur mixte, chœur d'enfants, orchestre et orgue ; texte d'après Platon), 1967.
- Vesperae (pour chœur d'enfants et d'hommes, congrégation et orgue), 1968.
- Truverska mse (solistes, chœur et guitares ; texte de Z. Lomova), 1968-1969.
- Cantica Comeniana (chœur d'enfants ou de femmes ; texte de J. A. Komenius), 1970.
- Cantate pour chœur mixte de chambre et instruments de la renaissance, 1972.
- Ctyri zpevy na latinske texty (chœur d'enfants ou de femmes et instrument médiéval ; textes de H. Contractus), 1973.
- Recky slovnik (chœur de femmes et harpes), 1974.
- Hommages à Charles IV - Pocta Karlu IV. (cantate pour chœur d'hommes et orchestre), 1978.
- Pozdrav Marsyovi (chœur mixte et orchestre de chambre), 1980.
- Missa cum populo (chœur mixte, congrégation, quatre trombones et orgue concertant), 1978.
- Dech davno zaslych dnu (triple chœur mixte ; texte de A. Symons), 1985.
- Odveka kosmetika (pour 3 voix soliste et chœur de femmes ; texte d'Ovidius), 1985.
- Nuit - Noc (chœur mixte ;  texte de K. H. Macha), 1986.
- Cantico delle creature (chœur mixte ; d'après Saint François d'Assise), 1987.
- Te Deum de Prague 1989 - Prazske Te Deum 1989 (chœur mixte, 2 trompettes, 2 trombones, percussion ou orgue), 1989-1990.
- From Life to Life (chœur mixte ; textes de Delores Dufner, OSB), 1991.
- Verba sapientiae (triptyque pour chœur mixte d'après l'Ancien Testament), 1991-1992.
- Posvatna znameni (oratorio pour soprano, baryton, chœur mixte et chœur d'enfant, orchestre de bois et cuivres percussions et orgue ; d'après l'Ancien et le Nouveau Testament, Pontificale Romanum), 1992-1993.
- Proprium festivum monasteriense (chœur mixte, trombone et orgue ; psaumes et textes du Nouveau Testament), 1993.
- Question - Otazka (chœur mixte ; texte de Wilhelm Willms), 1994.
- Spiritus mundum adunans (chœur mixte et orgue ; texte de N. Balbulus), 1994.
- Mundus in Periculo (triptyque pour chœur mixte d'après l'Ancien Testament), 1994-95.
- Suita liturgica (chœur à l'unisson et orgue concertant), 1995.
- Rhytmus de gaudiis Paradisi (chœur mixte ; texte de T. von Kempen), 1995.
- Komm herab o heiliger Geist : Veni Sancte Spiritus (chœur mixte), 1996.
- De sancto Adalberto (triple chœur d'hommes texte médiéval), 1996.

### Mélodies
- Nursery Songs (soprano et piano), 1953.
- Songs to Lute - Pisne k loutne (voix et luth ; textes médiévaux et de la Renaissance), 19??.
- Six chants d'amour (mezzo-soprano et piano ou harpe texte médiéval), 1951.
- Pisne nejtajnejsi (soprano et piano), 1952. vydavatelstvi(?),
- Pisne z Tesinska (soprano ou ténor et piano), 1952.
- Three Quiet Songs - Tri tiche pisne (soprano, flûte et  piano)
- Six Songs d'après des poèmes de Rainer Maria Rilkes - Pisne na slova R. M. Rilkeho (mezzo ou baryton et piano), 1961.
- Pisne nelaskave (alto et viola), 1963.
- Little Sorrows - Male smutky (soprano et piano ; texte de Z. Rencova), 1964-1965.
- Le chant de Ruth - Arie Ruth (alto et orgue), 1970.
- De nomine Caeciliae (mezzo-soprano, baryton et orgue ; texte de T. von Kempen), 1994.

### Musique de scène
- Faust (orchestre et orgue ; musique de scène pour la pièce de Goethe), 1976.
- Hamlet (orchestre ; musique de scène pour la pièce de Shakespeare), 1976-1977.
- Kletby a dobroreceni (ballet pour chœur mixte et orchestre), 1983.
- Jeremias (opéra d'église pour solistes, chœur et orchestre, livret du compositeur d'après le drame de S. Zweig), 1996-1997.

### Musique vocale pour enfants
- Zelena se snitka (voix d'enfants, piano ou ensemble instrumentale), 1953-1954, instrumentation en 1959.
- Uz zraje podzim (pour voix d'enfants seules), 1956.
- Noëls - Vanocni pisne (chœur d'enfants et piano ; texte de P. Tumlir), 1960.
- Jarni popevky' (voix d'enfant, piano ou orchestre ;  textes de V. Ctvrtek, F. Branislav), 1960-1961.
- Kolednici z Tesinska (chœur d'enfants et piano), 1963.
- Kolotoc a hvezdy (chœur d'enfants et piano ; texte de K. Siktanc), 1964.
- Deset poetickych duet (deux voix d'enfant ; texte de V. Nezval), 1965.
- Elce pelce kotrmelce (chœur d'enfants, piano et orchestre ; texte de V. Fischer), 1969.
- Slavicek rajsky (voix d'enfant seul ; textes de J. Bozan), 1970.
- Co se za den zazije (chœur d'enfants et piano ; texte de I. Hurnik), 1973.
- Zvedave pisnicky (solo, chœur d'enfants et piano), 1974.
- Catonis moralia (chœur d'enfants seul), 1974-1975.
- Podzimni a zimni lidove pisne (chœur d'enfants, piano ou ensemble instrumental), 1976.
- Pribeh Mozarta (chœur d'enfants ; texte de J. Skacel), 1988.
- Rondel (voix d'enfant ; texte de Charles Ier d'Orléans), 1992.
- Psaume 8 (chœur d'enfants), 1993.

### Musique instrumentale pour enfants
- Le monde des enfants - Svet malych (20 pièces pour piano), 1955
- Mélodies et chants populaire  - Lidove pisne a koledy (piano), 1959-1960.
- Duettina (piano), 1962-1963.
- Concertino pastorale (Vli. Cl. 2 Ob. + Cor. An. et ensemble de violons), 1963.
- Sketch (2 flûtes et piano), 1972.

## Principaux éditeurs de la musique de Petr Eben
- Baerenreiter Verlag, Kassel ;
- Édition Ferrimontana, Frankfurt am Main ; Panton, Prague ;
- F. Hofmeister Musikverlag, Hofheim - Leipzig ;
- Pro organo, Leutkirch ;
- B. Schotts Soehne (Schott International Music), Mainz ;
- Supraphon (Editio Supraphon - Baerenreiter), Prague ;
- United Music Publishers, London ;
- Universal Edition, Vienna.

## Principaux interprètes de l'œuvre pour orgue de Petr Eben
Petr Eben, Thomas Thon, Halgeir Schiager, Sieglinde Ahrens (en), Susan Landale, Silvie Poirier, Olivier d'Ormesson, Philippe Bardon, Maig Mardirosian.